# Bell ARH-70
Bell ARH-70 — Многоцелевой разведывательно-ударный вертолёт, разработанный американской компанией Bell Helicopter Textron, в качестве замены OH-58D Kiowa Warrior и дешёвая альтернатива отменённого RAH-66 Comanche.
Это военный вариант гражданской машины Bell 407.
Первый полёт состоялся 20 июля 2006 года в Арлингтоне, штат Техас.
Предназначен прежде всего для выполнения разведки, но может нести и вооружение состоящее из блоков неуправляемых реактивных снарядов FFAR и 2-4 противотанковых ракет AGM-114 Hellfire и пулемётных контейнеров (с 7.62-мм пулемётами GAU-17 или 12.7-мм GAU-19)
Оборудование вертолёта позволяет ему обмениваться информацией с другими летательными аппаратами и наземными силами в режиме реального времени.

## ТТХ
- Диаметр главного винта, м 10.67
- Диаметр хвостового винта, м 1.65
- Длина, м 12.39
- Высота, м 2.29
- Масса, кг
  - пустого 1200
  - максимальная взлётная 2268

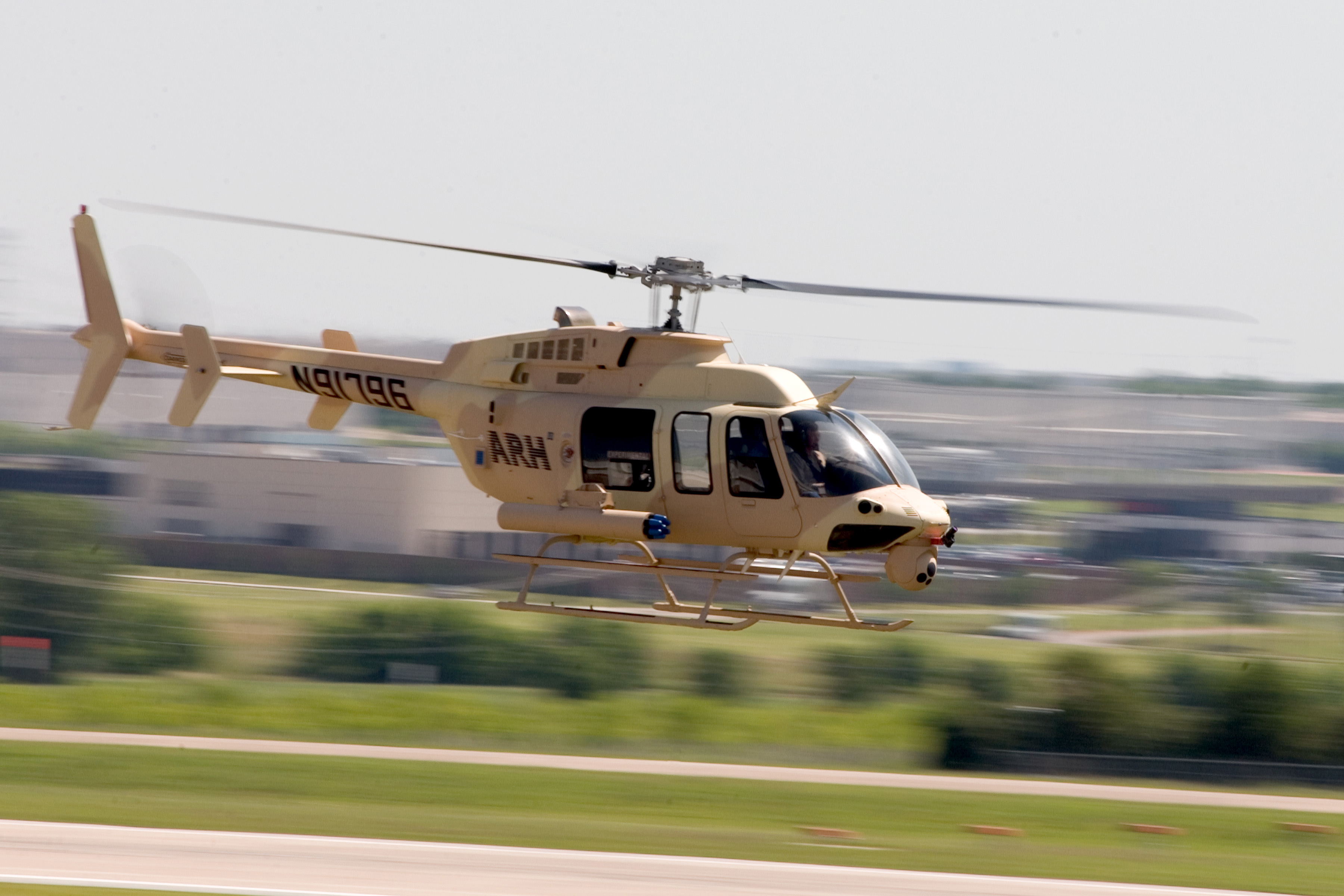

- Тип двигателя 1 ГТД Honeywell HTS900
- Мощность, л. с. 1 х 925
- Максимальная скорость, км/ч 270
- Крейсерская скорость, км/ч 220
- Практическая дальность, км 675
- Продолжительность полёта, ч.мин 2.33
- Скороподъёмность, м/мин 492
- Практический потолок, м 5700
- Экипаж, чел 2